# Arija
Arija è un comune spagnolo di 121 abitanti situato nella comunità autonoma di Castiglia e León.
Il comune ha due centri abitati, il pueblo de arriba e il pueblo de abajo, più in basso, chiamato anche Vilga, sulle sponde dell'Embalse del Ebro, sorto attorno allo stabilimento della Cristalería Española, avviato nel 1906.